# Granadijnse Confederatie
De Granadijnse Confederatie (Spaans: Confederación Granadina) was een federale republiek die in 1858 ontstond na een grondwetswijziging waardoor ze de Republiek Nieuw-Granada verving. Het grondgebied bestond uit het huidige Colombia en Panama. Na een nieuwe wijziging van de grondwet in 1863 werd de Confederatie vervangen door de Verenigde Staten van Colombia.

## Geschiedenis
De korte, maar gecompliceerde, levensloop van de confederatie werd gekenmerkt door de oppositie van de conservatieve en liberale partij, die eindigde in de Colombiaanse burgeroorlog van 1860.

### Soevereine Staten
De centralistische structuur van de Republiek Nieuw-Granada, die ontstond nadat Groot-Colombia was opgeheven, werd goedgekeurd door de grondwet van 1843, maar kwam al snel ter discussie te staan door de drang naar onafhankelijkheid in verschillende regio’s. Voornamelijk de regio Azuero, Chiriquí, Panamá, en Veraguas, eisten een autonome status. De grondwet van 1853 maakte mogelijk dat op 27 februari 1855 de Soevereine Staat Panama gecreëerd kon worden binnen de Republiek Nieuw-Granada.
Het regionalisme werd hierna te sterk. Om een nieuwe breuk te vermijden zoals met Groot-Colombia, waarbij Venezuela en Ecuador onafhankelijk werden, liet het congres toe om soevereine staten te creëren.
- De provincie Antioquía werd de Soevereine Staat Antioquía op 11 juni, 1856.

- De Soevereine Staat Santander, die ook de provincies Socorro en Pamplona omvatte werd gecreëerde op 13 mei 1857.

De Wet van 15 juni 1857 creëerde de andere staten die samen de Granadijnse Confederatie zouden gaan vormen.
- De Soevereine Staat Bolívar

- De Soevereine Staat Boyacá

- De Soevereine Staat Cauca

- De Soevereine Staat Cundinamarca

- De Soevereine Staat Magdalena

De natie werd gevormd door de vereniging van deze soevereine staten die nu verderging onder de naam Granadijnse Confederatie. Bogota werd de hoofdstad.
Op 12 juli 1861 werd na geweld de Soevereine Staat Tolima gecreëerd uit de staat Cundinamarca. Dit werd goedgekeurd door de andere staten van de unie.
Op 18 juli 1861 nam Tomás Cipriano de Mosquera de stad Bogota in en verklaarde zichzelf tot president van het land . Hij noemde het land toen eerst de "Verenigde Staten van Nieuw-Granada" (Estados Unidos de Nueva Granada). In november van hetzelfde jaar veranderde hij de naam in de Verenigde Staten van Colombia.
- Gemeinsame Normdatei: 6503492-2
- Virtual International Authority File: 122967911